# Karel Wendel Kruijswijk
Karel Wendel Kruijswijk (Amsterdam, 21 juli 1921 - Bilthoven, 13 juli 2019) was een Nederlands dammer, damhistoricus en damproblemist. Hij schreef diverse publicaties over dammen en damproblematiek. Met steun van het Prins Bernard Fonds verscheen in 1966 zijn levenswerk Algemene historie en bibliografie van het damspel : met een representatie van eindspelen uit de oudste damliteratuur. Hiervoor kreeg hij van de Werelddambond een erediploma.
Vanaf zijn 14e jaar was Kruijswijk al damproblemist. Al in 1935 stonden zijn composities en commentaren in de krant Het Volk en op zijn naam staan zeker 546 damproblemen.  In de jaren vijftig was hij korte tijd wedstrijddammer. Hij werkte als ambtenaar, maar verruilde die betrekking voor een baan bij de dam- en schaakboekenafdeling van de Koninklijke Bibliotheek (Biblioteca Van der Linde-Niemeijeriana) in Den Haag, waar hij tot het begin van de jaren tachtig ook belangeloos voor werkte. Verder bekleedde hij diverse functies in de damwereld, vooral in de Kring voor Damproblematiek. Kruijswijk was verzamelaar van boeken, tijdschriften en manuscripten over en rond dammen. Een groot deel van zijn uitgebreide collectie met manuscripten en boeken vanaf de 16e eeuw heeft hij geschonken aan de Koninklijke Bibliotheek en Tresoar (Leeuwarden) ten behoeve van het Denksportcollectiecentrum Tresoar.